# (3023) Heard
(3023) Heard ist ein Asteroid des Hauptgürtels, der am 5. Mai 1981 vom US-amerikanischen Astronomen Edward L. G. Bowell an der Anderson Mesa Station des Lowell-Observatoriums in Coconino County entdeckt wurde.
Der Asteroid wurde nach dem kanadischen Astronomen John Frederick Heard (1907–1976) benannt, einem Professor für Astronomie an der University of Toronto und vierten Direktor des David Dunlap Observatory.